# Lauren Schmetterling
Lauren Schmetterling (ur. 3 sierpnia 1988 w Voorhees) – amerykańska wioślarka. Mistrzyni olimpijska Letnich Igrzysk Olimpijskich w Rio de Janeiro (2016). Trzykrotna medalistka Mistrzostw świata.

## Osiągnięcia
- Mistrzostwa świata – Chungju 2013 – ósemka – 1. miejsce
- Mistrzostwa świata – Amsterdam 2014 – ósemka – 1. miejsce
- Mistrzostwa świata – Aiguebelette-le-Lac 2015 – ósemka – 1. miejsce.
- Igrzyska olimpijskie – Rio de Janeiro 2016 – ósemka – 1. miejsce.